# Cetatea Histria
Cetatea Histria este o arie protejată de interes național ce corespunde categoriei a III-a IUCN (rezervație naturală de științific și sit arheologic), situată în județul Constanța, pe teritoriul administrativ al comunei Istria.

## Localizare
Aria naturală se află în partea estică Dobrogei, în extremitatea nord-estică județului Constanța lângă Lacul Sinoe, aproape de limita teritorială cu județul Tulcea, în apropierea drumului național DN22 care leagă municipiul Constanța de orașul Tulcea.

## Descriere
Rezervația naturală  a fost declarată arie protejată prin Legea Nr.5 din 6 martie 2000, publicată în Monitorul Oficial al României, Nr. 152 din 12 aprilie 2000 (privind aprobarea Planului de amenajare a teritoriului național - Secțiunea a III-a - zone protejate) și se întinde pe o suprafață de 350 hectare.

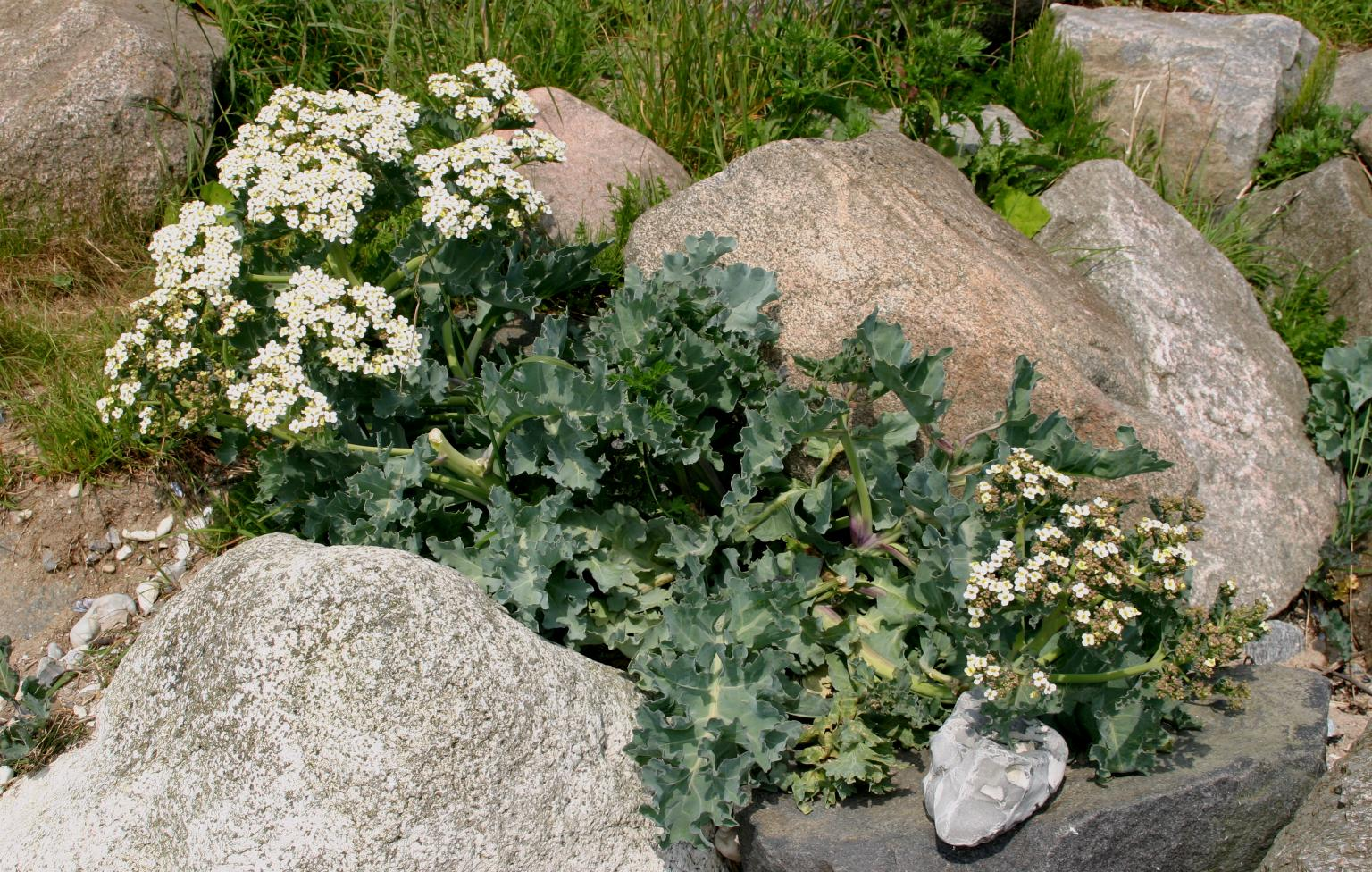
Varză de mare (Crambe maritima)

Aria naturală este inclusă în parcul național (rezervație a biosferei) Delta Dunării și reprezintă o zonă naturală (pășuni, mlaștini sărăturate, suprafețe nisipoase umede) din Podișul Dobrogei, în a cărei suprafață este inclusă și cetatea grecească Histria. 
Rezervația adăpostește mai multe specii floristice (unele foarte rare) dintre care: vitrigon (Eryngium maritimum), alior (Euphorbia peplis), cârcel (Ephedra distachia), pelin (Artemisia tschernieviana), bărbișoară (Allysum hirsutum), volbură (Convolvulus lineatus), varză de mare (Crambe maritima), pătlăgină (Plantago cornuti), ață de mare (Ruppia maritima), brândușă de nisip (Merendera sobolifera), garofiță (din speciile Dianthus pseudarmeria și Dianthus bessarabicus), siminoc (din specia Helichrysum arenarium), grășătoare (Sagina maritima), chimionul porcului (Peucedanum arenarium) sau valentiță (Tanacetum milefolium).